# Modus operandi
Modus operandi, a volte indicata con l'acronimo M.O, è una locuzione latina traducibile in italiano come «modo di operare».

## Terminologia
La locuzione viene utilizzata in numerosi contesti, in particolare lavorativi, per indicare delle specifiche modalità operative relative alle procedure di un'azienda.